# Shimla

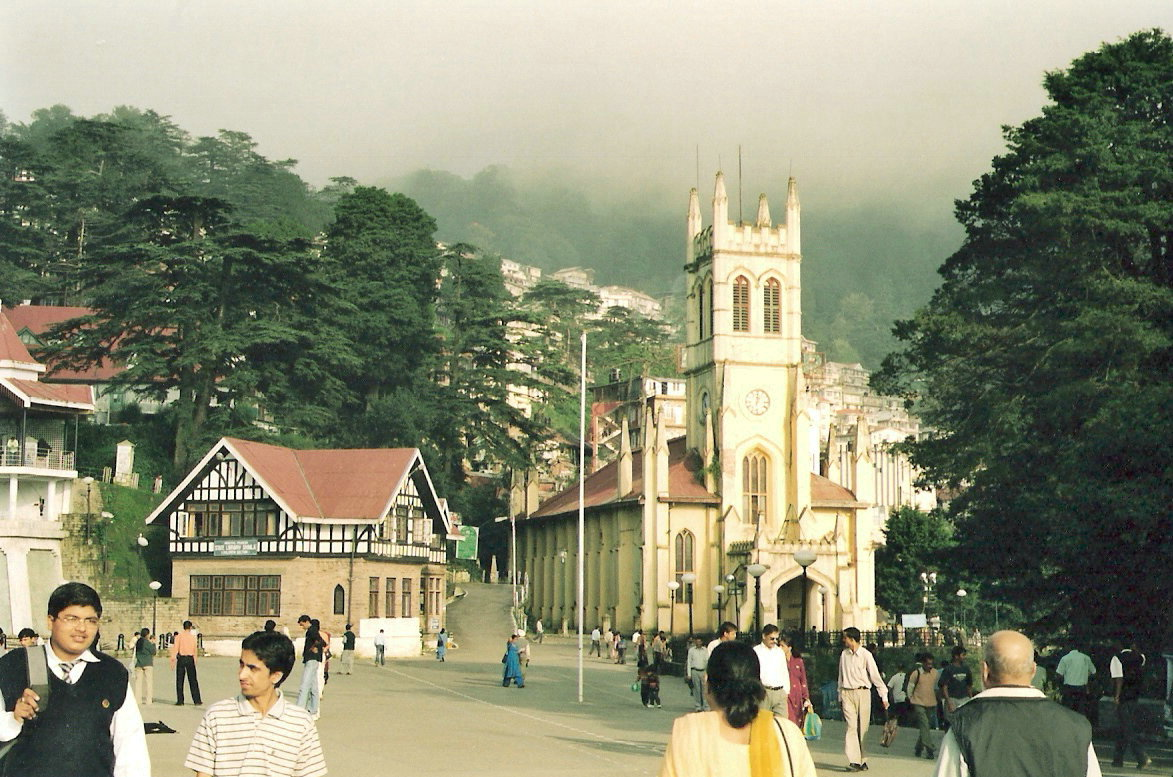
Główna ulica Shimli

Shimla (hindi शिमला, trb.: Śimla, trl.: Śimlā; ang. Shimla, do 1996 Simla) – miasto w północnych Indiach, w Himalajach Małych, stolica indyjskiego stanu Himachal Pradesh.
Populacja miasta w 2001 roku wynosiła 142 161 mieszkańców.
Shimla leży na wysokości od 1950 do 2300 m n.p.m. Miasto powstało podczas wojen Gurkhów z Brytyjską Kompanią Wschodnioindyjską w latach 1814-16. Podczas kolonizacji brytyjskiej było letnią stolicą Indii. W tym czasie do Shimli doprowadzono linię kolejową z miejscowości Kalka i wybudowano wiele budynków wzorowanych na brytyjskiej architekturze kolonialnej. Obecnie Shimla jest znanym kurortem wypoczynkowym i ośrodkiem przemysłu włókienniczego i spożywczego.. Na wznoszącym się nad miastem wzgórzu Jakhoo (2455m) znajduje się świątynia poświęcona Hanumanowi.
W mieście funkcjonuje również port lotniczy Shimla.
Po wojnie między Indiami a Pakistanem z 1971 i powstaniu ze Wschodniego Pakistanu Bangladeszu prezydent Pakistanu Zulfikar Ali Bhutto i premier Indii Indira Gandhi podpisali w Shimli umowę, zgodnie z którą ustalono w Kaszmirze prowizoryczna granicę pokoju, tzw. Line of Control (LOC).

## Postacie związane z miastem
- Preity Zinta – indyjska aktorka filmowa, urodzona w Shimli 31 stycznia 1975 r.
- Hunt John (1910-1998) – angielski oficer, w 1953 r. kierownik wyprawy w Himalaje, która jako pierwsza zdobyła Mount Everest;